# Toponica (Žitorađa)
Pour les articles homonymes, voir Toponica.
Toponica (en serbe cyrillique : Топоница) est un village de Serbie situé dans la municipalité de Žitorađa, district de Toplica. Au recensement de 2011, il comptait 261 habitants.

## Démographie
| 1948 | 1953 | 1961 | 1971 | 1981 | 1991 | 2002 | 2011 |
| ---- | ---- | ---- | ---- | ---- | ---- | ---- | ---- |
| 746  | 773  | 702  | 625  | 522  | 424  | 329  | 261  |

|  |